# 撞擊
在物理學裏，假若兩個物體相互接觸，造成能量與動量的改變與傳輸，則稱這兩個物體互相碰撞。假若，碰撞的時間很小，而互相作用的力很大，則稱為撞擊。在這撞擊過程中，最初的接觸點叫做彈著點。經過彈著點，垂直於兩個物體之間的切面，就是撞擊線。衝擊可以分成對心撞擊與偏心撞擊。假若，兩個物體的質心都在撞擊線上，則稱為對心撞擊；其他的衝擊都稱為偏心撞擊。對心撞擊又分成兩類：當兩個物體的速度向量與撞擊線在同一條線上時，則稱為正向對心撞擊；不然，則稱為斜向對心撞擊。

## 參閱
- 碰撞
- 彈性碰撞
- 非彈性碰撞
- 撞擊坑
- 撞擊參數